# Вологі листяні ліси Північного Таїланду та Лаосу
Вологі листяні ліси Північного Таїланду та Лаосу (ідентифікатор WWF: IM0139) — індомалайський екорегіон тропічних та субтропічних вологих широколистяних лісів, розташований в Індокитаї. 

## Географія
Екорегіон вологих листяних лісів Північного Таїланду та Лаосу розташований на півночі Таїланду та на півночі Лаосу. Він охоплює вузькі міжгірські долини, які переходять у стрімкі гірські схили Тайського нагір'я. Долини в центральній частині регіону простягаються з півночі на південь, а західна та східна частини екорегіону простягаються з південного заходу на північний схід. Дно долин регіону лежить на висоті 200-400 м над рівнем моря, а перехід до гірських екосистем відбувається на висоті 800-1000 м над рівнем моря.
По долинах регіону протікають річки Пінг, Ванг, Йом та Нан, які течуть з півночі на південь, де зливаються, утворюючи Чаопхраю, головну річку Таїланду, а також річка Пасак, найбільша притока Чаопхраї. Через східну (лаоську) частину регіону протікає Меконг, найбільша річка Індокитаю. 
Довгі, вузькі долини Північного Таїланду та Лаосу утворюють перехідну зону між екорегіоном гірських дощових лісів Луангпхабангу, розташованим південніше та східніше, екорегіоном субтропічних лісів Північного Індокитаю, розташованим північніше, та екорегіоном сухих лісів Центрального Індокитаю, розташованим західніше.

## Клімат
В межах екорегіону домінує саванний клімат (Aw за класифікацією кліматів Кеппена). Середньорічна кількість опадів в екорегіоні коливається від 1000 до 1200 мм, більшість з яких випадає в період мусонів. Середня мінімальна температура тут становить близько 20 °C, а середня максимальна температура — 32 °C.

## Флора
Близько 75 % території екорегіону займають вологі мішані ліси, у яких зустрічаються як вічнозелені, так і листопадні породи дерев, а ще 10 % території регіону займають рідколісся. Більшість лісів регіону деградували внаслідок людського тиску, який передусім полягав у вибірковій вирубці великих дерев. Ліси, що росли на рівнинних ділянках річкових долин, майже повністю знищені, а на їх місці створені поля та інші сільськогосподарські угіддя.
У вологих листяних лісах екорегіону переважають тикові дерева (Tectona grandis). Детальне дослідження рослинності у Національному парку Мае-Йом в таїландській провінції Пхре показало, що тикові дерева (Tectona grandis) складають 27,2 % від загальної кількості дерев на дослідженій ділянці, деревоплідні ксилії (Xylia xylocarpa) — 11,4 %, а бірманські падуки (Pterocarpus macrocarpus) — 10 %. Серед інших дерев, що ростуть в лісах регіону, слід відзначити міллетію Брандіса (Millettia brandisiana), кохінхінську лагерстромію (Lagerstroemia cochinchinensis), гостробокий бомбакс (Bombax anceps) та деревоплідну афцелію (Afzelia xylocarpa). У порушених лісах поширені бамбукові зарості. Територія екорегіону є центром різноманіття для бананів (Musa spp.), тут нещодавно були відкриті та описані нові представники цього роду.

## Фауна
Більшість великих ссавців вимерли в регіоні у 1960-тих або на початку 1970-тих років, однак невеликі популяції індійських слонів (Elephas maximus indicus), гаурів (Bos gaurus) та бантенгів (Bos javanicus) збереглися у деяких заповідниках. Популяції великих хижих ссавців також значно скоротилися, а індокитайські тигри (Panthera tigris corbetti), імовірно, вимерли в регіоні.
В долині річки Пінг, серед її порогів, піщаних мілин та островів, раніше зустрічалися королівські шуліки (Haliastur indus), річкові чайки (Vanellus duvaucelii) та індійські крячки (Sterna aurantia). Внаслідок будівництва Бхумібольської греблі та затоплення найбільшої ділянки річкових порогів, ці рідкісні птахи зникли на більшості територій, де вони колись зустрічалися.
Раніше в регіоні мешкало багато рідкісних лісових птахів, однак їх популяції постраждали від поступової втрати великих дерев і значно скоротилися. Серед таких птахів слід відзначити синьокрилого павича (Pavo muticus), малазійського пінона (Ducula aenea), жовтошийого вінаго (Treron phoenicopterus), рожевоволого папугу (Psittacula alexandri) та індійського папугу (Psittacula eupatria). 
Тим не менш, екорегіон має один з найбільших показників лісистості у Індокитаї, і популяції багатьох тварин можуть з часом відновитися. На природоохоронних територіях продовжують зустрічатися рідкісні види. Так, територія екорегіону є єдиним відомим місцем зимування рідкісних строкатих соловейків (Calliope obscura), що гніздяться в горах Центрального Китаю.

## Збереження
Оцінка 2017 року показала, що 8282 км², або 20 % екорегіону, є заповідними територіями. Природоохоронні території включають: Національний парк Мае-Йом, Національний парк Сісатчаналай, Національний парк Тхунг-Салаенг-Луанг та Національний парк Віанг-Косай в Таїланді, а також Національний парк Нам Ет-Фу Луї в Лаосі.